# Begovac
Begovac – wieś w Chorwacji, w żupanii karlowackiej, w gminie Saborsko. W 2011 roku liczyła 16 mieszkańców.